# Nieuwe Provinciale Drentsche en Asser Courant
De Nieuwe Provinciale Drentsche en Asser Courant was in de 19e eeuw een regionaal dagblad in de provincie Drenthe.

## Geschiedenis
Petrus de Roo, drukker in Exloo, gaf vanaf 1874 het Weekblad van en voor Oostermoer en Zuidenveld uit. Het verscheen elke zaterdag en bevatte bijdragen van onder anderen A.L. Lesturgeon, H. Tillema en A. Steenbergen. Een jaar later werd de naam gewijzigd in Drentsche Courant. Algemeen Nieuws- en Advertentieblad en werd de krant in het vervolg ook op woensdag uitgebracht.
De krant verhuisde in 1876 naar Assen, waarna de naam veranderde naar Nieuwe Provinciale Drentsche en Asser Courant. Lesturgeon werkte als redacteur voor de krant, die in het vervolg driemaal per week uitkwam. 
De journalist Harm Boom, voorheen betrokken bij de Provinciale Drentsche en Asser Courant van de familie Gratama, werd in 1884 aangetrokken als nieuwe redacteur. De krant werd een dagblad en de uitgave werd overgenomen door Henri Born. Na Booms overlijden in 1885 werd Born directeur en werd mr. dr. Hermanus Hartogh Heijs van Zouteveen hoofdredacteur en financierder van de krant, die vanaf dan weer driemaal per week verscheen. In 1894 hield de krant op te bestaan.